# Стони-Ран (тауншип, Миннесота)
Стони-Ран (англ. Stony Run) — тауншип в округе Йеллоу-Медисин, Миннесота, США. На 2000 год его население составило 544 человека.

## География
По данным Бюро переписи населения США площадь тауншипа составляет 106,8 км², из которых 105,8 км² занимает суша, а 0,9 км² — вода (0,87 %).

## Демография
По данным переписи населения 2000 года здесь находились 544 человека, 188 домохозяйств и 152 семьи.  Плотность населения —  5,1 чел./км².  На территории тауншипа расположено 204 постройки со средней плотностью 1,9 построек на один квадратный километр. Расовый состав населения: 95,59 % белых, 0,37 % афроамериканцев, 1,10 % коренных американцев, 1,29 % азиатов, 0,55 % — других рас США и 1,10 % приходится на две или более других рас. Испанцы или латиноамериканцы любой расы составляли 2,94 % от популяции тауншипа.
Из 188 домохозяйств в 39,4 % воспитывались дети до 18 лет, в 73,9 % проживали супружеские пары, в 4,3 % проживали незамужние женщины и в 19,1 % домохозяйств проживали несемейные люди. 14,4 % домохозяйств состояли из одного человека, при том 5,9 % из — одиноких пожилых людей старше 65 лет. Средний размер домохозяйства — 2,79, а семьи — 3,09 человека.
30,1 % населения — младше 18 лет, 5,7 % — в возрасте от 18 до 24 лет, 23,2 % — от 25 до 44, 29,4 % — от 45 до 64, и 11,6 % — старше 65 лет. Средний возраст — 40 лет. На каждые 100 женщин приходилось 110,0 мужчин.  На каждые 100 женщин старше 18 приходилось 115,9 мужчин.
Средний годовой доход домохозяйства составлял 45 469 долларов, а средний годовой доход семьи —  48 125 долларов. Средний доход мужчин —  32 188  долларов, в то время как у женщин — 21 250. Доход на душу населения составил 19 010 долларов. За чертой бедности находились 2,6 % семей и 9,7 % всего населения тауншипа, из которых 6,6 % младше 18 и 6,5 % старше 65 лет.